# Милопотам
Милопотамос или „Свети Евстатий“ (на гръцки: Μυλοπόταμος, Άγιος Ευστάθιος) е катисма на светогорския манастир Велика лавра. Милопотам е забележителен пример за укрепена светогорска архитектура.

## Местоположение
Катисмата е разположена южно от Иверския манастир и на 8 km северно от Великата лавра или около 40 минути пеша. Построена е върху скала, която доминира морския бряг и водите на Струмския залив на изток.

## История
Катисмата е основана в X век от монаха Свети Атанасий Атонски, основателя на Великата лавра, за да служи като място за възстановяване на монасите. Споменаванията на Милопотам в документи от XI век са доста чести поради промените на границите в района и наличието на много документи. Така в документ на прота Никифор от 1017 година, с който са разграничени имотите на Великата лавра в Крават, Каминия и Милопотам, както и съответните имоти на манастирите Птери и Магула, мястото се споменава за първи път под името Нилопотам (Νειλοπόταμον). Името Нилопотам се появява за втори път през XVII век. В документ на Великия синод на Атон от 1635 година са определени и описани границите на земите на Нилопотам и Иверския манастир в района.
Ученият игумен Теодорит Янински, в бележка в сборник от преписи на различни документи на Лаврата, съставен от него през 1803 година, се опитва да обясни произхода на двете имена на мястото. Милопотам идва от съществуването на мелници в района, докато Нилопотам идва от приликата на района с изпълнената с тръстика делта на река Нил.
Споменаванията на Милопотам в XII - XV век са редки. В XI век към имота на Милопотам е присъединен съседният манастир „Свети Илия“, който вероятно се идентифицира с едноименната катисма, отбелязана в житието на светиите Йоан и Евтимий, основатели на Иверския манастир.
Милопотам не се споменава в хрисовулите на императорите Михаил VIII Палеолог (1259), Андроник II (1328) и Андроник III (1329), с които са обезпечени имотите на Великата лавра, но това не означава, че манастирът не е притежавал въпросната местност, тъй като в тези грамоти не се споменават имоти на Света гора, които манастирът да е притежавал през X и XI век. Императорите не са смятали за необходимо да споменават в грамотите установените сега стари имоти на манастира, нито пък монасите са смятали за нужно да правят подобно искане.
През 1513/14 година „манастирът“ Милопотам е предоставен от Лаврата на светия монах Теофил и неговото обкръжение. Връзката на Теофил с Милопотам продължава и след ръкополагането му за търновски митрополит.
През 1527/1528 година Милопотам е плячкосан при пиратски набег - обичайно събитие за крайбрежните манастири на Света гора по това време. Още в края на XV век Гамбасат Енрики ограбва бреговете на Македония и Света гора, докато няколко години след унищожаването на Милопотам, в 1533 година, манастирът Есфимен в рамките на 10 дена е нападнат два пъти от мюсюлмански корсари. По време на унищожаването на Милопотам, Теофил Търновски трябва да е бил на Атон, защото е подписал заедно с митрополит Атанасиий Никейски и епископ Макарий II Йерисовски документ на прота Калистрат от 1527/1528 година, който разрешава спора между манастирите Кутлумуш и Ксиропотам относно зоната за почивка. За своя сметка той се заема с ремонта на изгорелия Милопотам, като обръща особено внимание на укрепването на защитата му. Тогава се извършва и радикалният ремонт на кулата. Днес повреден надпис от южната ѝ страна споменава името на обновяващия митрополит: Ο ΤΟΡΝΟΒΟΥ ΘΕΟΦΙΛΟΣ. Тефоил за бъдещата сигурност на манастира иска събранието на Великата лавра да се отклони от обичайния тогава ред на Атон, според който килиите на манастирите се предоставят на двама до четирима души, и да позволи задържането в Милопотам на най-малко десет души дори след смъртта му „от страх от корсари“. Манастирът дава разрешение при условие, че хората там трябва да бъдат подчинени и напътствани духовно от съответния катигумен на Лаврата. Строителните съоръжения, построени от Теофил, трябва да са били доста обширни, защото през есента на 1539 година, както се споменава в документа на Иверския манастир, там е имало възможност да бъдат приютени голям брой официални църковни лица като митрополит Генадий Серски, както и бившия митрополит на Солун Макарий като и прота и членовете на Светогорския синод. Те остават няколко дни в Милопотам по време на разграничаването на областите Крават и Магула, които принадлежат съответно на манастирите Великата лавра и Иверския манастир.
Милопотам се споменава постоянно през XVI и XVII век в патриаршески писма, както и в документи на прота и на Светогорския синод, с които се определят места или се разрешават гранични спорове между манастирите Лавра, Иверски и Филотей. Те обаче не съдържат пряка информация за живота на манастира и отците в него.
Оцелелите стенописи в пронаоса на храма „Свети Евстатий“ - изображение на Благовещение Богородично, Свети Атанасий Атонски, Свети Евстатий, Агапий и Теопист и Свети Михаил Синадски - също са от този период.
В края на XVII век Милопотам трябва да е бил използван от монасите от Лаврата като място за съхранение и евентуална търговия със строителен дървен материал, транспортиран от Крават. Документ от 1682 година от архива на Иверския манастир споменава разрешението, дадено от иверските монаси на манастира Лавра за изграждане на път, който да пресича иверийската Магула, за транспортиране на дървен материал от лавренския Крават до Милопотам.
Милопотам все още процъфтява през последните десетилетия на XVIII век. Това се доказва и от неговото описание в описанието на Великата лавра от Макарий Тригонис, издадено във Венеция през 1772 година: След като напусна манастира на Каракал, намирайки отново мястото на Лаврата, наречено Милопотам, в който има солиден замък и има кула и стените му са здрави, има и църква вътре на Свети Евстатий. Това място е много здравословно, умерено и свежо и Свети Атанасий е засадил лозя. Но сега е разширен и украсен с много видове плодоносни растения. И винаги там има способни братя да работят и да пазят мястото. Там, с лице към реката, светецът имаше бани за благородни и добре образовани и за болни, на което място сега има лози, а областта на Милопотам беше разделена от царските хрисовули, стари и нови.
През XIX век в Милопотам живее патриарх Йоаким III Константинополски. Той се оттегля си от патриаршеския престол в 1884 година, в продължение на няколко години живее в родното си Вафиохори, след което в 1887 година предприема поклонение в патриаршиите на православния Изток и посещава Александрийската, Антиохийската и Йерусалимската патриаршия. На връщане към Цариград останава за няколко месеца в Иверския манастир. Изглежда тогава харесва Милопотам и в 1889 година се установява в него и се заема с обновяването му. Строителните намеси на патриарха се отличават със строгост и чувство за елегантност. Резиденцията му е малка, елегантна и просто обзаведена. Входната врата води към тесен коридор. От двете страни има две стаи, една към морето като приемна и една към сушата, подветрена, която Йоаким използва като спално помещение. Занемарените стаи отстрани на кулата са ремонтирани и използвани като къща за гости. Църквата е обект на специални грижи на патриарха. Тя е изцяло реновирана, разкрасена и превърната в истински шедьовър. В нея Йоаким служи непрекъснато в продължение на дванадесет години до юни 1911 година, когато се връща на престола в Цариград. Изразявайки благодарността си за гостоприемството в Милопотам две години преди заминаването си от Света гора, патриархът дарява на Лаврата своето свещеническо облекло, бяла бродирана митра, патерица, енголпион и дикиротрикира.
След 1901 година Милопотам, въпреки спорадичните грижи за поддръжка, постепенно запада.
В 1920 година тук служи като дякон Атинагор, който по-късно става вселенски патриарх.
В 1990 година отец Епифаний Милопотамски купува Милопотам от Великата лавра за 2 милиона драхми, около 6 000 евро. Епифаний съживява западналия дотогава Милопотамос и го прави световно известен център на светогорската кухня и гастрономия.

## Описание
Милопотам е изграден като миниатюрен манастир с отбранителна кула и много земя с лозя наоколо. Ядрото на ктисмата е триетажната Милопотамска кула, на север и североизток от която е пристроена двуетажна сграда със стаи и помощни помещения, а на нивото на двора пещ. Източно от кулата и югоизточно от пещта, е изградена църквата „Свети Евстатий“ заедно с конак към нея, който включва също кухня, предверие и две стаи с камини. Сутеренът на тази сграда, елегантна сводеста конструкция, служи като изба.
От западната страна арката, поддържаща четирите укрепления на стената, докосваща кулата от север, се срутва в 1982 година, отнасяйки и двете укрепления и част от вътрешната зидана сграда, също долепена до кулата.
Кулата придобива окончателния си вид след частично преустройство около 1527 година. Крепостната стена е изградена в различна строителна фаза.
В 1987 година и 1991 година на катисмата са извършени обширни реставрационни работи.